# Fotolack
Fotolacke (englisch photoresist) werden bei der fotolithografischen Strukturierung verwendet, insbesondere in der Mikroelektronik und der Mikrosystemtechnik für die Produktion von Strukturen im Mikro- und Submikrometerbereich sowie bei der Leiterplattenherstellung. Die wichtigsten Ausgangsstoffe für Fotolacke sind Polymere (z. B. Polymethylmethacrylat, Novolak, Polymethylglutarimid) bzw. Epoxidharze (z. B. SU-8), Lösungsmittel wie Cyclopentanon oder Gamma-Butyrolacton, sowie eine fotoempfindliche Komponente.
Neben flüssigen Fotolacken gibt es noch Fest- bzw. Trockenresists (Fotofolien).

## Belichtung

Vergleich von Positiv- und Negativlack bei der fotolithografischen Strukturierung

Beim Belichten wird die Löslichkeit der Fotoschicht durch Ultraviolett und eine Belichtungsmaske oder Fotoschablone (Fotokopien des Leiterbildoriginals) lokal verändert (fotochemische Reaktion). Die Belichtungsmasken bestehen aus einer Ultraviolett-durchlässigen Trägerschicht (Quarzglas, Polymerfilm) und einer Ultraviolett-undurchlässigen Schicht (beispielsweise Chrom oder auch Tinte oder Druckfarbe). Nach der Löslichkeitsveränderung unterscheidet man:
1. Negativlack (engl. negative resist): Löslichkeit nimmt durch Belichten ab
2. Positivlack (engl. positive resist): Löslichkeit wächst durch Belichten.

### Negativlack
Der Negativlack polymerisiert durch Belichtung und einem nachfolgenden Ausheizschritt, nach der Entwicklung bleiben die belichteten Bereiche stehen.
Diese Fotolacke werden hauptsächlich in der Mikrosystemtechnik für die Produktion von kleinsten Strukturen im Mikro- und Submikrometerbereich eingesetzt.

### Positivlack
Bei Positivlacken wird der bereits verfestigte Lack durch Belichtung wieder löslich für entsprechende Entwicklerlösungen und nach der Entwicklung bleiben nur die Bereiche übrig, welche durch eine Maske vor der Bestrahlung geschützt wurden.
In der Halbleitertechnik bestehen die verwendeten Positivlacke meist aus Harz (Novolak) zusammen mit einer fotoaktiven Komponente (z. B. polymere Diazoverbindungen) und einem Lösungsmittel. Sie werden durch Rotationsbeschichtung als Flüssigkeit auf das Substrat gebracht. Im Gegensatz zu Negativlacken werden sie dann ausgeheizt (engl. pre-bake), dabei entweicht das Lösungsmittel und der Lack härtet aus. Anschließend wird der Lack strukturiert mit Ultraviolett bestrahlt. Das Ultraviolett bricht mit der fotoaktiven Komponente die stoffliche Bindung im Lack auf und der Lack wird an den belichteten Stellen löslich. Nach der Belichtung werden diese Teile mit einer geeigneten Entwicklerlösung weggespült und es bleiben die unbelichteten Teile des Fotolacks stehen. Nach der Entwicklung folgt meist abermals ein Ausheizen (engl. hard-bake) zur Stabilisierung der Fotolackmaske. Siehe auch Fotolithografie (Halbleitertechnik).

## Entwicklung
Bei der Entwicklung erfolgt ein Strukturieren der Fotolackschicht durch Herauslösen der unbelichteten Bereiche bei Negativlacken bzw. der belichteten Bereiche bei Positivlacken durch ein geeignetes Lösungsmittel (Entwicklerflüssigkeit).
Negativlacke werden bei Ultraviolett-Bestrahlung durch eine Fotopolymerisation unlöslich. Dabei werden schwache Pi-Bindungen in den Resistmolekülen (intermolekulare Wechselwirkungen) durch photoinduzierte Quervernetzung in starke Sigma-Bindungen zwischen verschiedenen Resistmolekülen (intramolekulare Bindungen) überführt.
Ergebnis der Entwicklung ist die fertige Haftmaske oder Beschichtung für das nachfolgende Ätzen (Vertiefen oder Entfernen der darunter liegenden Schicht).

## Entfernung
Nach erfolgten Prozessschritten (beispielsweise einer Dotierung) muss die Fotolack-Maske wieder entfernt werden. Das erfolgt im Wesentlichen auf zwei Arten:
- durch Strippen (von englisch to strip, dt. ‚ablösen‘)
  - mit einem organischen Lösungsmittel, z. B. Aceton (bedingt geeignet wegen dessen hohem Dampfdruck, besser geeignet ist 1-Methyl-2-pyrrolidon[1])
  - üblicherweise mit Natronlauge, wenn es das Substrat zulässt
  - mit speziellen Removern (alkalische oder neutrale Flüssigkeiten)
- mittels Plasmaveraschung: der Lack wird mithilfe eines mikrowellenangeregten Sauerstoffplasmas zersetzt bzw. oxidiert, wobei ausschließlich gasförmige Reaktionsprodukte entstehen. Sie ist heutzutage die am meisten verwendete Methode in der Halbleiterindustrie.